# Martina Valcepina
Martina Valcepina (n. 6 aprilie 1992, Sondalo, Lombardia, Italia) este o sportivă ce a reprezentat Italia, medaliată olimpică. A participat la 4 ediții ale Jocurilor Olimpice (2010, 2014, 2018, 2022) în care a câștigat o medalie de bronz.